# قائمة الأحزاب السياسية في السعودية

شعار المملكة العربية السعودية

علم المملكة العربية السعودية

الأحزاب السياسية في السعودية هي الأحزاب السياسية في المملكة العربية السعودية، وتمنع الحكومة السعودية العمل السياسي داخل أراضيها بما فيه العمل الحزبي وتواجهه بالاعتقال والمحاكمات لكن الأحزاب في السعودية بسبب التضييق عليها في الداخل تمارس عملها السياسي كمعارضة في الخارج أو تمارس نشاطها في الداخل السعودي بشكل سري وغير علني بعيدا عن أعين الأجهزة الأمنية.

## قائمة الأحزاب السعودية
الأحزاب السياسية الإسلامية
- الحركة الإسلامية للإصلاح في السعودية
- حزب التجديد الإسلامي
- حزب الأمة الإسلامي
- منظمة الثورة الإسلامية في شبه الجزيرة العربية
- حزب التحرير في شبه الجزيرة
- جمعية الدعوة
- حزب الله الحجاز
- الإخوان المسلمين في المملكة العربية السعودية

الأحزاب القومية
- حركة الأمراء الأحرار
- حزب البعث العربي الإشتراكي السعودي
- اتحاد شعب الجزيرة العربية

الأحزاب الشيوعية
- الحزب الشيوعي في المملكة العربية السعودية
- منظمة الشيوعيين السعودية
- الجبهة الشعبية الديمقراطية لتحرير شبه الجزيرة
- الحزب الديمقراطي السعودي

الأحزاب الاشتراكية
- حزب العمل الاشتراكي السعودي.

الأحزاب الليبرالية
- تنظيم نجد الفتاة

الأحزاب الانفصالية
- الحزب الوطني الحجازي
- حزب الأحرار الحجازي